# 울트라 매그너스
트랜스포머 프랜차이즈에서 등장하는 울트라 매그너스(Ultra Magnus)는 오토봇 소속이자 사령관이다. 다중우주 설정으로 다른 세계관, 다른 트랜스포머 작품의 울트라 매그너스도 등장하나 다른 인물들이다.

## 상세
애니메이티드 세계관에서는 사이버트론, 엘리트 가드 총 사령관 이자 리더이다. 얼라인드 세계관에서는 오토봇 부대 레커즈 리더이다.

## 성우
- 트랜스포머 G1 - 잭 앤젤
- 트랜스포머 더 무비 - 로버트 스택
- 트랜스포머 애니메이티드 - 제프 베넷
- 트랜스포머 프라임 - 마이클 아이언사이드